# Championnats du monde de gymnastique artistique 2006
Navigation
Édition précédente Édition suivante
Les 39e championnats du monde de gymnastique artistique se sont tenus du 13 octobre au 21 octobre 2006 à Aarhus au Danemark. La Fédération internationale de gymnastique, qui célébrait le 125e anniversaire de sa fondation, a introduit pour la première fois le nouveau code de pointage qui permettait de dépasser la limite des 10 points de l'ancien code.

## Résultats hommes

### Concours général par équipes
| Rang | Pays           | Points   | Membres |
| ---- | -------------- | -------- | --- |
| 1er  | Chine          | 277.775  | Chen Yibing, Liang Fuliang, Zou Kai, Feng Jing, Xiao Qin, Yang Wei                                                |
| 2e   | Russie         | 275.400  | Sergey Khorokhordin, Maxim Deviatovski, Nikolai Kryukov, Yury Ryazanov, Dimitri Gogotov, Aleksandr Safoshkin      |
| 3e   | Japon          | 274.800  | Hiroyuki Tomita, Takuya Nakase, Eiichi Sekiguchi, Hisashi Mizutori, Takehito Mori, Naoya Tsukahara                |
| 4e   | Roumanie       | 272.225  | Dan Potra, Flavius Koczi, Ilie Daniel Popescu, Dorin Razvan Selariu, G. Stanescu, Marian Dragulescu               |
| 5e   | Biélorussie    | 272.050  | Dzianis Saviankou, Dimitri Savitski, Dimitri Kaspiarovich, Uladzimir Yermakov, Ivan Ivankou, Aliaksandr Tsarevich |
| 6e   | Canada         | 270.350  | Nathan Gafuik, Adam Wong, David Kikuchi, Ken Ikeda, Brandon O'Neill, Kyle Shewfelt                                |
| 7e   | Allemagne      | 270.025  | Robert Juckel, Fabian Hambüchen, Thomas Andergassen, Eugen Spiridonov, Philipp Boy, Marcel Nguyen                 |
| 8e   | Suisse         | 268.025  | Mark Ramseier, N. Böschenstein, Claudio Capelli, Andreas Schweizer, Daniel Groves, Roger Sager                    |
| 9e   | Espagne        | 358.525* | |
| 10e  | France         | 358.475* | |
| 11e  | Corée du Sud   | 358.475* | |
| 12e  | Ukraine        | 358.275* | |
| 13e  | États-Unis     | 358.100* | |
| 14e  | Australie      | 356.175* | |
| 15e  | Italie         | 352.500* | |
| 16th | Porto Rico     | 351.250* | |
| 17th | Grèce          | 351.025* | |
| 18th | Brésil         | 349.000* | |
| 19th | Royaume-Uni    | 347.450* | |
| 20th | Kazakhstan     | 346.325* | |
| 21st | Bulgarie       | 345.125* | |
| 22nd | Portugal       | 344.525* | |
| 23rd | Pays-Bas       | 344.175* | |
| 24th | Lettonie       | 343.350* | |
| 25th | Pologne        | 341.800* | |
| 26th | Venezuela      | 341.575* | |
| 27th | Hongrie        | 340.750* | |
| 28th | Mexique        | 340.250* | |
| 29th | Taipei chinois | 336.825* | |
| 30th | Israël         | 335.875* | |
| 31st | Danemark       | 334.900* | |
| 32nd | Finlande       | 333.400* | |
| 33rd | Suède          | 327.925* | |
| 34th | Norvège        | 327.850* | |
| 35th | Autriche       | 327.250* | |
| 36th | Turquie        | 327.075* | |
| 37th | Égypte         | 326.775* | |
| 38th | Afrique du Sud | 326.600* | |
| 39th | Tchéquie       | 324.500* | |
| 40th | Algérie        | 324.175* | |
| 41st | Islande        | 316.900* | |
| 42nd | Slovénie       | 310.500* | |
| 43rd | Chili          | 303.025* | |

(* Résultats qualification)

### Concours général individuel
| Rang | Gymnaste             | Pays         | Points |
| ---- | -------------------- | ------------ | ------ |
| 1er  | Yang Wei             | Chine        | 94.400 |
| 2e   | Hiroyuki Tomita      | Japon        | 93.175 |
| 3e   | Fabian Hambüchen     | Allemagne    | 92.975 |
| 4e   | Chen Yibing          | Chine        | 92.625 |
| 5e   | Maksim Devyatovskiy  | Russie       | 92.550 |
| 6e   | Takuya Nakase        | Japon        | 91.650 |
| 7e   | Yang Tae-young       | Corée du Sud | 90.700 |
| 8e   | Razvan Selariu       | Roumanie     | 90.600 |
| 9e   | Adam Wong            | Canada       | 90.325 |
| 9th  | Rafael Martínez      | Espagne      | 90.325 |
| 11th | Dimitri Savitski     | Biélorussie  | 90.100 |
| 12th | Joshua Jefferis      | Australie    | 89.250 |
| 13th | Roman Zozulya        | Ukraine      | 89.100 |
| 14e  | Dan Nicolae Potra    | Roumanie     | 89.000 |
| 15e  | Dimitri Karbanenko   | France       | 88.925 |
| 16th | Yury Ryazanov        | Russie       | 88.900 |
| 17th | Nathan Gafuik        | Canada       | 88.250 |
| 18th | Guillermo Alvarez    | États-Unis   | 88.175 |
| 19th | Christos Lympanovnos | Grèce        | 88.000 |
| 20th | Luis Vargas          | Porto Rico   | 87.450 |
| 21st | Mykola Kuksenkov     | Ukraine      | 87.425 |
| 22nd | Alexander Artemev    | États-Unis   | 87.225 |
| 23rd | Claudio Capelli      | Suisse       | 85.250 |

Note: Kim Dae-Eun of Korean Republic withdrew from competition before the final started, but the information did not get in time to Eugen Spiridonov of Germany, who thus missed the final and only 23 gymnasts took part in the competition. The organizers officially apologized for that to the German Gymnastics Union already during the final.

### Sol
| Rang | Gymnaste            | Pays     | Points |
| ---- | ------------------- | -------- | ------ |
| 1st  | Marian Dragulescu   | Roumanie | 16.250 |
| 2d   | Diego Hypolito      | Brésil   | 16.150 |
| 3rd  | Kyle Shewfelt       | Canada   | 15.700 |
| 4th  | Gervasio Deferr     | Espagne  | 15.675 |
| 5th  | Jordan Jovtchev     | Bulgarie | 15.600 |
| 6th  | Zou Kai             | Chine    | 15.550 |
| 7th  | Alexander Shatilov  | Israël   | 15.525 |
| 8th  | Isaac Botella Pérez | Espagne  | 14.600 |

### Cheval d'arçons
| Rang | Gymnaste              | Pays       | Points |
| ---- | --------------------- | ---------- | ------ |
| 1st  | Xiao Qin              | Chine      | 16.025 |
| 2d   | Prashanth Sellathurai | Australie  | 15.750 |
| 3rd  | Alexander Artemev     | États-Unis | 15.500 |
| 4th  | Nikolai Kryukov       | Russie     | 15.450 |
| 5th  | Feng Jing             | Chine      | 15.375 |
| 6th  | Flavius Koczi         | Roumanie   | 15.350 |
| 7th  | Hiroyuki Tomita       | Japon      | 15.225 |
| 8th  | Robert Seligman       | Croatie    | 14.750 |

### Anneaux
| Rang | Gymnaste            | Pays        | Points |
| ---- | ------------------- | ----------- | ------ |
| 1st  | Chen Yibing         | Chine       | 16.525 |
| 2d   | Yordan Yovchev      | Bulgarie    | 16.325 |
| 3rd  | Yuri van Gelder     | Pays-Bas    | 16.300 |
| 4th  | Yang Wei            | Chine       | 16.275 |
| 5th  | Ivan Ivankov        | Biélorussie | 16.225 |
| 6th  | Alexander Safoshkin | Russie      | 15.850 |
| 7th  | Andrea Coppolino    | Italie      | 15.625 |
| 8th  | Matteo Angioletti   | Italie      | 15.500 |

### Saut
| Rang | Gymnaste             | Pays        | Points |
| ---- | -------------------- | ----------- | ------ |
| 1st  | Marian Dragulescu    | Roumanie    | 16.487 |
| 2d   | Dimitri Kaspiarovich | Biélorussie | 16.312 |
| 3rd  | Fabian Hambüchen     | Allemagne   | 15.825 |
| 4th  | Yernar Yerimbetov    | Kazakhstan  | 15.712 |
| 5th  | Diego Hypolito       | Brésil      | 15.662 |
| 6th  | Leszek Blanik        | Pologne     | 15.650 |
| 7th  | Evgeni Sapronenko    | Lettonie    | 15.412 |
| 8th  | Raphaël Wignanitz    | France      | 15.237 |

### Barres parallèles
| Rang | Gymnaste             | Pays         | Points |
| ---- | -------------------- | ------------ | ------ |
| 1st  | Yang Wei             | Chine        | 16.075 |
| 2d   | Hiroyuki Tomita      | Japon        | 15.950 |
| 2d   | Yoo Won-chul         | Corée du Sud | 15.950 |
| 4th  | Vasileios Tsolakidis | Grèce        | 15.925 |
| 5th  | Ivan Ivankou         | Biélorussie  | 15.850 |
| 6th  | Yang Tae-young       | Corée du Sud | 15.725 |
| 7th  | Takehito Mori        | Japon        | 15.700 |
| 8th  | Anton Fokin          | Ouzbékistan  | 15.450 |

### Barre fixe
| Rang | Gymnaste          | Pays         | Points |
| ---- | ----------------- | ------------ | ------ |
| 1st  | Philippe Rizzo    | Australie    | 16.125 |
| 2d   | Aljaz Pegan       | Slovénie     | 15.900 |
| 3rd  | Vlásios Máras     | Grèce        | 15.800 |
| 4th  | Hiroyuki Tomita   | Japon        | 15.550 |
| 5th  | Nikolai Kryukov   | Russie       | 15.525 |
| 6th  | Takehito Mori     | Japon        | 14.875 |
| 7th  | Kim Seung-il      | Corée du Sud | 14.375 |
| 8th  | Marian Dragulescu | Roumanie     | 11.325 |

## Résultats femmes

### Concours général par équipes
| Rang | Pays          | Points   | Membres                                                                                                  |
| ---- | ------------- | -------- | --- |
| 1st  | Chine         | 182.200  | Zhou Zhuoru, Zhang Nan, Cheng Fei, Pang Panpan, He Ning, Li Ya                                           |
| 2d   | États-Unis    | 181.350  | Jana Bieger, Chellsie Memmel, Alicia Sacramone, Anastasia Liukin, Natasha Kelley, Ashley Priess          |
| 3rd  | Russie        | 177.325  | Svetlana Klyukina, Kristina Pravdina, Polina Miller, Elena Zamolodchikova, Anna Pavlova, Anna Grudko     |
| 4th  | Roumanie      | 175.450  | C. Chiric, Steliana Nistor, Sandra Izbasa, Daniela Druncea, Florica Leonida, Loredana Sucar              |
| 5th  | Ukraine       | 174.250  | Maryna Proskurina, Daryna Zhoba, Iryna Krasnianska, Alina Kozich, Maryna Kostiuchenko, Olha Shcherbatykh |
| 6th  | Australie     | 173.225  | Daria Joura, Hollie Dykes, Karen Nguyen, Melody Hernandez, Olivia Vivian, Geogia Bonora                  |
| 7th  | Brésil        | 172.975  | Daniele Hypolito, Lais Souza, Daiane dos Santos, Bruna da Costa, J. Chaves Santos, Camila Comin          |
| 8th  | Espagne       | 170.475  | Thais Escolar, Lenika de Simone, Patricia Moreno, Laura Campos, Melodie Pulgarin, Tania Gener            |
| 9th  | Italie        | 229.425* | |
| 10th | France        | 227.950* | |
| 11th | Royaume-Uni   | 226.575* | |
| 12th | Japon         | 226.075* | |
| 13th | Corée du Nord | 223.575* | |
| 14th | Canada        | 223.575* | |
| 15th | Pays-Bas      | 222.225* | |
| 16th | Allemagne     | 222.125* | |
| 17th | Suisse        | 220.075* | |
| 18th | Mexique       | 216.725* | |
| 19th | Grèce         | 216.725* | |
| 20th | Tchéquie      | 216.475* | |
| 21st | Pologne       | 213.175* | |
| 22nd | Bulgarie      | 212.225* | |
| 23rd | Corée du Sud  | 211.950* | |
| 24th | Biélorussie   | 208.450* | |
| 25th | Argentine     | 206.625* | |
| 26th | Finlande      | 204.700* | |
| 27th | Venezuela     | 200.375* | |
| 28th | Norvège       | 200.225* | |
| 29th | Suède         | 196.775* | |
| 30th | Chili         | 196.725* | |
| 31st | Porto Rico    | 187.950* | |
| 32nd | Danemark      | 185.900* | |
| 33rd | Islande       | 172.900* | |

(* Résultats qualification)
Iceland only sent four competitors and one of them did not compete on vault and floor.

### Concours général individuel
| Rang | Gymnaste            | Pays          | Points |
| ---- | ------------------- | ------------- | ------ |
| 1st  | Vanessa Ferrari     | Italie        | 61.025 |
| 2d   | Jana Bieger         | États-Unis    | 60.750 |
| 3rd  | Sandra Izbasa       | Roumanie      | 60.250 |
| 4th  | Steliana Nistor     | Roumanie      | 59.950 |
| 5th  | Daria Joura         | Australie     | 59.875 |
| 6th  | Pang Panpan         | Chine         | 59.875 |
| 7th  | Hollie Dykes        | Australie     | 59.500 |
| 8th  | Elizabeth Tweddle   | Royaume-Uni   | 59.450 |
| 9th  | Oksana Chusovitina  | Allemagne     | 58.950 |
| 10th | Ashley Priess       | États-Unis    | 58.800 |
| 11th | Isabelle Severino   | France        | 58.625 |
| 12th | Zhou Zhuoru         | Chine         | 58.575 |
| 13th | Alina Kozich        | Ukraine       | 58.200 |
| 14th | Laura Campos        | Espagne       | 58.100 |
| 15th | Mayu Kuroda         | Japon         | 57.975 |
| 16th | Elyse Hopfner-Hibbs | Canada        | 57.700 |
| 16th | Lenika de Simone    | Espagne       | 57.700 |
| 18th | Ariella Käslin      | Suisse        | 57.675 |
| 19th | Anna Pavlova        | Russie        | 57.625 |
| 20th | Katheleen Lindor    | France        | 57.600 |
| 21st | Daniele Hypolito    | Brésil        | 57.175 |
| 22nd | Daryna Zhoba        | Ukraine       | 56.925 |
| 23rd | Hong Su Jong        | Corée du Nord | 56.075 |
| 24th | Kristina Pravdina   | Russie        | 55.525 |

### Saut
| Rang | Gymnaste             | Pays          | Points |
| ---- | -------------------- | ------------- | ------ |
| 1st  | Cheng Fei            | Chine         | 15.712 |
| 2d   | Alicia Sacramone     | États-Unis    | 15.325 |
| 3rd  | Oksana Chusovitina   | Allemagne     | 15.100 |
| 4th  | Lais Souza           | Brésil        | 14.987 |
| 5th  | Anna Pavlova         | Russie        | 14.975 |
| 6th  | Elena Zamolodchikova | Russie        | 14.962 |
| 7th  | Hong Su Jong         | Corée du Nord | 14.540 |
| 8th  | Sandra Izbasa        | Roumanie      | 14.562 |

### Barres asymétriques
| Rang | Gymnaste          | Pays        | Points |
| ---- | ----------------- | ----------- | ------ |
| 1re  | Elizabeth Tweddle | Royaume-Uni | 16.200 |
| 2e   | Anastasia Liukin  | États-Unis  | 16.050 |
| 3rd  | Vanessa Ferrari   | Italie      | 15.775 |
| 4e   | Mayu Kuroda       | Japon       | 15.400 |
| 5e   | Jana Bieger       | États-Unis  | 14.550 |
| 6e   | Daria Joura       | Australie   | 14.375 |
| 7e   | Steliana Nistor   | Roumanie    | 13.975 |
| 8e   | Iryna Krasnianska | Ukraine     | 13.475 |

### Poutre
| Rang | Gymnaste            | Pays     | Points |
| ---- | ------------------- | -------- | ------ |
| 1re  | Iryna Krasnianska   | Ukraine  | 15.575 |
| 2e   | Sandra Izbasa       | Roumanie | 15.500 |
| 3e   | Elyse Hopfner-Hibbs | Canada   | 15.475 |
| 4e   | Anna Pavlova        | Russie   | 15.275 |
| 4e   | Zhang Nan           | Chine    | 15.275 |
| 6e   | Vanessa Ferrari     | Italie   | 14.675 |
| 7e   | Steliana Nistor     | Roumanie | 14.575 |
| 8e   | Olga Shcherbatykh   | Ukraine  | 14.325 |

### Sol
| Rang | Gymnaste          | Pays        | Points |
| ---- | ----------------- | ----------- | ------ |
| 1er  | Cheng Fei         | Chine       | 15.875 |
| 2e   | Jana Bieger       | États-Unis  | 15.550 |
| 3e   | Vanessa Ferrari   | Italie      | 15.450 |
| 4e   | Daiane dos Santos | Brésil      | 15.425 |
| 4e   | Elizabeth Tweddle | Royaume-Uni | 15.425 |
| 6e   | Sandra Izbasa     | Roumanie    | 15.375 |
| 7e   | Natasha Kelley    | États-Unis  | 15.300 |
| 8e   | Lais Souza        | Brésil      | 14.750 |

## Tableau des médailles par pays
| Rang | Nation       | Or | Argent | Bronze | Total |
| ---- | ------------ | -- | ------ | ------ | ----- |
| 1er  | Chine        | 8  | 0      | 0      | 8     |
| 2e   | Roumanie     | 2  | 1      | 1      | 4     |
| 3e   | Australie    | 1  | 1      | 0      | 2     |
| 4e   | Italie       | 1  | 0      | 2      | 3     |
| 5e   | Royaume-Uni  | 1  | 0      | 0      | 1     |
| -    | Ukraine      | 1  | 0      | 0      | 1     |
| 7e   | États-Unis   | 0  | 5      | 1      | 6     |
| 8e   | Japon        | 0  | 2      | 1      | 3     |
| 9e   | Russie       | 0  | 1      | 1      | 2     |
| 10e  | Biélorussie  | 0  | 1      | 0      | 1     |
| -    | Brésil       | 0  | 1      | 0      | 1     |
| -    | Bulgarie     | 0  | 1      | 0      | 1     |
| -    | Corée du Sud | 0  | 1      | 0      | 1     |
| -    | Slovénie     | 0  | 1      | 0      | 1     |
| 15e  | Allemagne    | 0  | 0      | 3      | 3     |
| 16e  | Canada       | 0  | 0      | 2      | 2     |
| 17e  | Grèce        | 0  | 0      | 1      | 1     |
| -    | Pays-Bas     | 0  | 0      | 1      | 1     |